# Athysanella castor
Athysanella castor är en insektsart som beskrevs av Hamilton 2002. Athysanella castor ingår i släktet Athysanella och familjen dvärgstritar. Inga underarter finns listade i Catalogue of Life.